# Croix-de-feu

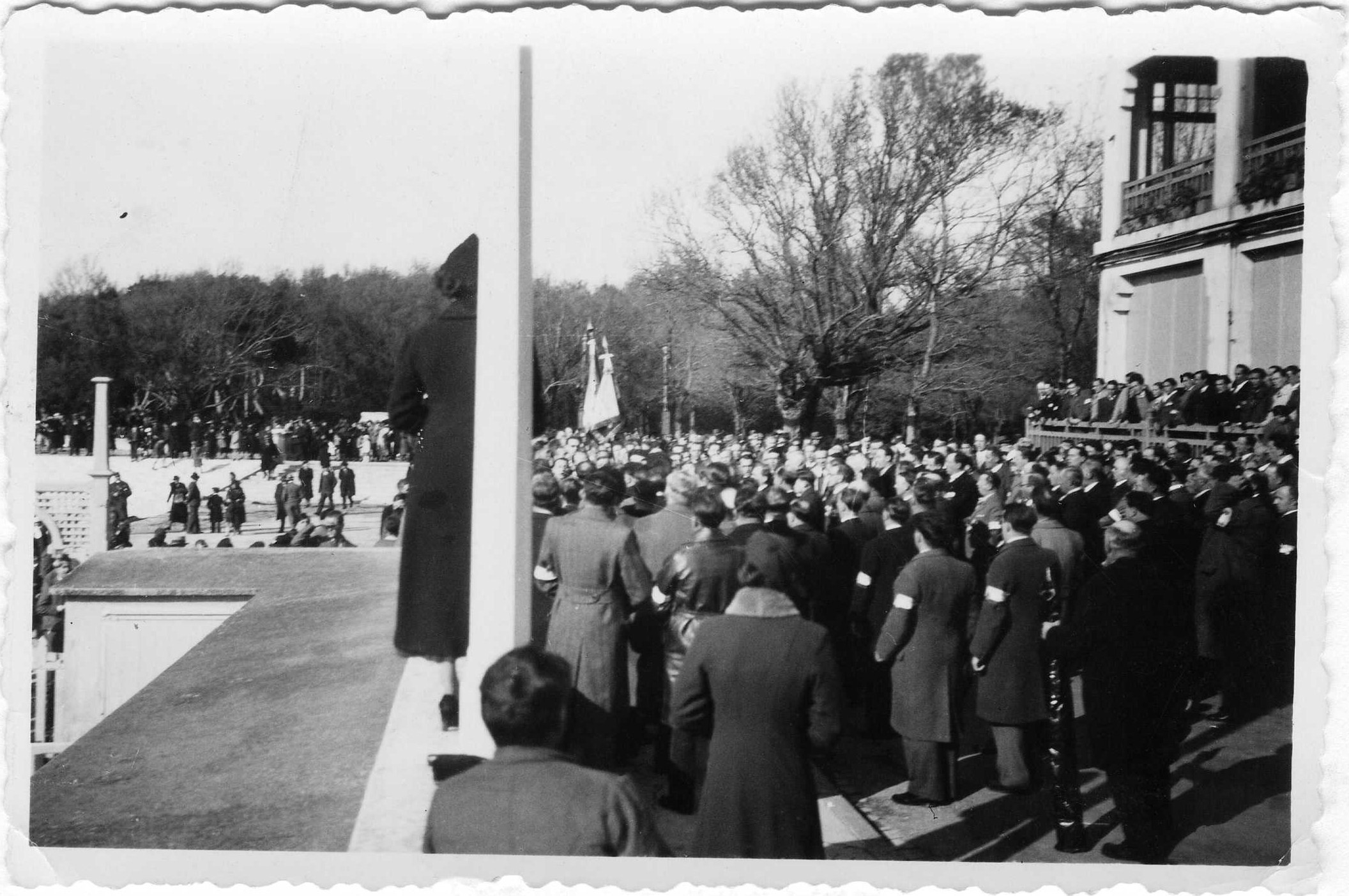
Reunió de membres de la Croix-de-feu el 1935 per commemorar el dia de l'Armistici

La Croix-de-feu (traduït literalment «Creu de foc») va ser una lliga política i organització paramilitar francesa de dretes activa durant el període d'entreguerres, entre 1927 i 1936, i predecessora del Parti social français.
La lliga va ser fundada el 26 de novembre de 1927 com a associació de veterans de la Primera Guerra Mundial per Maurice d'Hartoy. Cap a l'any 1932 François de La Rocque va ser el seu president. Al llarg de la seva història els seus militants —coneguts com «els cues fredes» (les froides queues)— van realitzar operacions paramilitars i van participar (encara que per separat, de manera tardana i amb menor protagonisme que militants d'altres lligues) als Disturbis del 6 de febrer de 1934. El nombre de membres de la Croix-de-feu —que es va nodrir principalment de les classes mitjanes— va arribar a una xifra d'entre 900 000 i 1 000 000 militants abans de dissoldre's al juliol de 1936 per la prohibició de les lligues després de la victòria a les urnes del Front Popular de França, transformant-se aleshores en el Parti social français. Dins els seus membres, hi va haver una considerable proporció de dones.

## Ideologia
Hi ha un debat historiogràfic sobre la qualificació com a «feixista» de la lliga. La Croix-de-feu, on el seu nacionalisme va ser una de les seves característiques més destacades, va amenaçar amb l'ús de violència política per aconseguir les seves finalitats ja el 1933. Volien tancar l'esquerda oberta entre dreta i esquerra; el sistema amb el que respondrien al marxisme seria, segons el propi el mateix partit «corporativista». Stanley G. Payne apunta que es va tractar d'una organització de només un moderat nacionalisme autoritari.